# Chalcedectus maculicornis
Chalcedectus maculicornis is een vliesvleugelig insect uit de familie Pteromalidae. De wetenschappelijke naam is voor het eerst geldig gepubliceerd in 1852 door Walker.